# Diabolique
Diabolique — шведская готик-метал-группа.

## История
Коллектив образован в начале 1995 года двумя гитаристами: Кристианом Волином и Йоханом Остербергом. Название произошло от французского фильма ужасов Les Diabolique. На творчество повлияли такие группы как Black Sabbath, Saint Vitus, Neurosis, Swans, The Sisters of Mercy и Fields of the Nephilim.
Первоначально басистом был Альф Свенссон, а ударником Даниэль Свенссон, вместо которого вскоре появился Даниэль Эрландссон. Но в мае-июне 1996 года их сменили Бино Карлссон и Ханс Нильсон.
В июле этого же года записывается 5 треков на студии Los Angered Recordings, которые через два года вышли как EP «The Diabolique» на лейбле Black Sun Records. В 1997 году выходит дебютный альбом Wedding the Grotesque, который получил не самые лучшие отзывы, хотя продавался довольно неплохо. Вскоре материал группы стал расширяться быстрыми темпами. Так было написано около 25 песен, 11 из которых вошли на следующий альбом The Black Flower, который, по мнению участников группы, получился взрывным, страстным, заводным и насыщенным готик-роком, совмещавший в себе меланхолию в духе 80-х, психоделию 60-х и аранжировку 70-х. Он вышел в январе 1999 года на Black Sun Records.
Однако когда группа начала работать над новым материалом, она заключила контракт с другим лейблом — Necropolis Records. На нём были записаны EP «Butterflies» и полноформатный «The Green Goddess», вышедшие в 2000 и 2001 годах соответственно. Но запись альбомов тянулась долго, что фактически привело к распаду группы. Хотя официально группа не распалась, и в данное время Кристиан и Йохан работают над новым материалом.

## Состав
- Кристиан Волин (Kristian Wåhlin) — гитара, вокал
- Йохан Остерберг (Johan Osterberg) — гитара
- Бино Карлссон (Bino Carlsson) — бас-гитара
- Ханс Нильсон (Hans Nilsson) — ударные

### Бывшие участники
- Альф Свенссон (Alf Svensson) — бас-гитара (1995 — 1996)
- Даниэль Свенссон (Daniel Svensson) — ударные (1995)
- Даниэль Эрландссон (Daniel Erlandsson) — ударные (1995 — 1996)

## Дискография
- Wedding the Grotesque (1997)
- The Diabolique (EP) (1998)
- The Black Flower (1999)
- Butterflies (EP) (2000)
- The Green Goddess (2001)
- The Black Sun Collection (компиляция) (2005)